# NGC 2187
NGC 2187 est constitué d'une paires de galaxies spirales située dans la constellation de la Dorade. Cette paire de galaxies a été découverte par l'astronome britannique John Herschel en 1834.

## Caractéristiques
Sa vitesse par rapport au fond diffus cosmologique est de 4 063 ± 35 km/s, ce qui correspond à une distance de Hubble de 59,9 ± 4,4 Mpc (∼195 millions d'al).
Les données présentées ici sont celles de la galaxie PGC 18354. L'autre galaxie de la paire est PGC 18355 et ses données sont présentées à l'article NGC 2187A, nom qui lui est d'ailleurs attribué dans les principales bases de données astronomique.